# Ukyō Katayama
Ukyō Katayama (jap. 片山右京 Katayama Ukyō; ur. 29 maja 1963 roku w Tokio) – były japoński kierowca Formuły 1.

## Życiorys
Największym sukcesem Katayamy przed debiutem w Formule 1 było zdobycie tytułu mistrza japońskiej Formuły 3000 w sezonie 1991. W 1992 roku Katayama zadebiutował w zespole Formuły 1, Larrousse. Debiutował w Grand Prix RPA, które ukończył na dwunastym miejscu. Ostatecznie w sezonie nie zdobył ani jednego punktu (najwyżej został sklasyfikowanym na dziewiątym miejscu, w Grand Prix Brazylii oraz Grand Prix Włoch). W następnym sezonie przeszedł do zespołu Tyrrell. W pierwszym sezonie startów dla brytyjskiego zespołu Japończyk nie ukończył 11 spośród 16 wyścigów, nie zdobył także ani punktu. Najlepszym jego rezultatem było dziesiąte miejsce w Grand Prix Węgier.
Już w pierwszym wyścigu sezonu 1994 (Grand Prix Brazylii) Katayama zdobył 2 punkty za piąte miejsce. Taki sam wynik powtórzył w Grand Prix San Marino. Ponadto dwukrotnie startował z piątej pozycji. Ostatecznie zajął 17. miejsce z 5 punktami, jednakże Katayama ukończył zaledwie 4 z 16 wyścigów. W sezonie 1995 japoński kierowca nadal startował w Tyrrellu, ale nie zdobył punktów. Najlepszym wynikiem Japończyka było siódme miejsce w Grand Prix Niemiec. Sezon 1996 Katayama ponownie zakończył bez punktów. Zespół, nie będąc zadowolonym z nieregularności Japończyka (spośród 63 wyścigów dla Tyrrella ukończył jedynie 21), zwolnił go. Mimo to Katayama znalazł angaż w Minardi. Ponownie jednak Katayama nie zdobył punktów (najlepiej wypadł w Monako oraz na Węgrzech - dziesiąte miejsce).
Po sezonie 1997 Katayama zakończył karierę w Formule 1. Następnie rywalizował m.in. w wyścigu 24 godziny Le Mans (gdzie w 1999 wraz z Keiichi Tsuchiyą oraz Toshio Suzukim zdobył Toyotą GT-One drugie miejsce) oraz w Rajdzie Dakar.

## Wyniki w Formule 1
| Legenda oznaczeń w tabelach wyników Wyświetl szablon na nowej stronie | Legenda oznaczeń w tabelach wyników Wyświetl szablon na nowej stronie                                                                     |
| Oznaczenie                                                            | Wyjaśnienie |
| --------------------------------------------------------------------- | --- |
| Złoty                                                                 | Zwycięzca lub mistrzostwo |
| Srebrny                                                               | 2. miejsce lub wicemistrzostwo |
| Brązowy                                                               | 3. miejsce lub II wicemistrzostwo |
| Zielony                                                               | Ukończył, punktował (w klasyfikacji generalnej, gdy zdobył co najmniej jeden punkt na przestrzeni sezonu, poza trzema powyższymi opcjami) |
| Niebieski                                                             | Ukończył, nie punktował (w klasyfikacji generalnej, gdy nie zdobył co najmniej jednego punktu na przestrzeni sezonu)                      |
| Czerwony                                                              | Nie zakwalifikował się (NZ) |
| Czerwony                                                              | Nie prekwalifikował się (NPK) |
| Różowy                                                                | Nie ukończył (NU) |
| Różowy                                                                | Niesklasyfikowany (NS) (w klasyfikacji generalnej, gdy nie został sklasyfikowany w żadnym wyścigu sezonu)                                 |
| Czarny                                                                | Zdyskwalifikowany (DK) |
| Czarny                                                                | Wykluczony (WYK/EX) |
| Biały                                                                 | Nie wystartował (NW) |
| Biały                                                                 | Kontuzjowany (K/INJ) |
| Biały                                                                 | Wyścig odwołany (OD/C) |
| Bez koloru                                                            | Został wycofany (WYC/WD) |
| Bez koloru                                                            | Nie przybył (NP/DNA) |
| Bez koloru                                                            | Nie brał udziału w treningach (NT/DNP) |
| Bez koloru                                                            | Nie został zgłoszony (–) |
| Pogrubienie                                                           | Start z pole position |
| Kursywa                                                               | Najszybsze okrążenie wyścigu |
| †                                                                     | Nie ukończył, ale jego rezultat został zaliczony ze względu na przejechanie więcej niż 90% dystansu wyścigu.                              |
| *                                                                     | Sezon w trakcie |
| 1/2/3                                                                 | Punktowana pozycja w sprincie kwalifikacyjnym                                                                                             |
| Lista systemów punktacji Formuły 1                                    | |

| Rok  | Zespół                      | Samochód     | Silnik          | 1      | 2      | 3      | 4      | 5      | 6       | 7      | 8      | 9      | 10     | 11     | 12     | 13     | 14     | 15     | 16     | 17     | Msc. | Pkt. |
| ---- | --------------------------- | ------------ | --------------- | ------ | ------ | ------ | ------ | ------ | ------- | ------ | ------ | ------ | ------ | ------ | ------ | ------ | ------ | ------ | ------ | ------ | ---- | ---- |
| 1992 | Venturi Larrousse           | Venturi LC92 | Lamborghini V12 | ZAF 12 | MEX 12 | BRA 9  | ESP NZ | SMR NU | MCO NPK | CND NU | FRA NU | GBR NU | DEU NU | HUN NU | BEL 17 | ITA 9  | POR NU | JPN 11 | AUS NU |        | –    | 0    |
| 1993 | Tyrrell Racing Organisation | Tyrrell 020C | Yamaha V10      | ZAF NU | BRA NU | EUR NU | SMR NU | ESP NU | MCO NU  | CND 17 | FRA NU | GBR 13 |        |        |        |        |        |        |        |        | –    | 0    |
| 1993 | Tyrrell Racing Organisation | Tyrrell 021  | Yamaha V10      |        |        |        |        |        |         |        |        |        | DEU NU | HUN 10 | BEL 15 | ITA 14 | POR NU | JPN NU | AUS NU |        | –    | 0    |
| 1994 | Tyrrell                     | Tyrrell 022  | Yamaha V10      | BRA 5  | PAC NU | SMR 5  | MCO NU | ESP NU | CND NU  | FRA NU | GBR 6  | DEU NU | HUN NU | BEL NU | ITA NU | POR NU | EUR 7  | JPN NU | AUS NU |        | 17   | 5    |
| 1995 | Nokia Tyrrell Yamaha        | Tyrrell 023  | Yamaha V10      | BRA NU | ARG 8  | SMR NU | ESP NU | MCO NU | CND NU  | FRA NU | GBR NU | DEU 7  | HUN NU | BEL NU | ITA 10 | POR NU | EUR    | PAC 14 | JPN NU | AUS NU | –    | 0    |
| 1996 | Tyrrell Yamaha              | Tyrrell 024  | Yamaha V10      | AUS 11 | BRA 9  | ARG NU | EUR DK | SMR NU | MCO NU  | ESP NU | CND NU | FRA NU | GBR NU | DEU NU | HUN 7  | BEL 8  | ITA 10 | POR 12 | JPN NU |        | –    | 0    |
| 1997 | Minardi Team                | Minardi M197 | Hart V8         | AUS NU | BRA 18 | ARG NU | SMR 11 | MCO 10 | ESP NU  | CND NU | FRA 11 | GBR NU | DEU NU | HUN 10 | BEL 14 | ITA NU | AUT 11 | LUX NU | JPN NU | EUR 17 | –    | 0    |